# NG La Banda
NG La Banda, estrenada el 4 de abril de 1988, es un grupo musical cubano fundado por el flautista José Luis Cortés, "El Tosco". NG significa nueva generación. Esta agrupación es considerada por muchos la inventora y promotora del estilo musical denominado Timba, el cual es motivo de controversias y críticas por parte de algunos sectores de la sociedad e intelectualidad cubana. 
Este flautista cubano, licenciado de la Escuela Nacional de Arte (ENA) de La Habana, formó parte de varias orquestas del país, como Van Van e Irakere, aportando a éstas una nueva sonoridad y conocimientos. A finales de los 80 funda esta orquesta, NG La Banda, con músicos como Elpidio Chapottin (trompeta), Feliciano Arango (bajo), Rodolfo Argudìn-Peruchin (piano), Tony Calá (voz), Issac Delgado (voz), Germás Velasco (saxo), Giraldo Piloto (tambores), entre otros, y su sección de metales, más conocida como los metales del terror. NG le dio un gran giro a la música popular cubana, con éxitos como, Santa Palabra, La Expresiva, Lelolei, La apretadora, La bruja, Echale limón, La Cachimba entre otros, y se ha convertido en una de las mejores bandas cubanas.
NG La Banda fue la orquesta de una nueva generación de los músicos de Cuba. El fundador y líder de la agrupación, José Luis Cortés, ha indicado su deseo de ayudar a los músicos que empiezan. También es considerado uno de los mejores flautistas de Cuba y Latinoamérica, y a decir de sus seguidores, es en temas como Cha Cortès, Spain, y discos como Latin Fever, donde es posible reconocer la calidad de instrumentista.
Se atribuye a Juan Formell, director de los Van Van la frase de: José Luis Cortés fue el que aglutinó, amarró y concretó el boom de la salsa cubana. Nosotros sembramos la base: Irakere y Van Van, pero José Luis fue el genio que se encargó de inventar el motor sonoro que hizo a la música bailable, internacional.
José Luis dice que fue siempre de la calle, por eso la brújula de la música le funcionó: «Lo mio es hacer bailar a la gente, que la gente se divierta, sobre todo la gente que trabaja, que estudia y que hace este país. Mi música fue una música de la Revolución.»
De acuerdo con el portal Timba.com, "el género musical que hoy en día conocemos como timba fue concebido por NG La Banda. NG empezó como un grupo de estrellas que reunía a miembros de las orquestas pretimberas más influyentes. El cantante Tony Calá era compositor y violinista de la Ritmo Oriental, Issac Delgado y el legendario conguero «Wickly» Nogueras debutaron en Pachito Alonso; Germán Velazco tocó con la Orquesta Revé y él, junto a José «El Greco» Crego, Carlos Averhoff y José Munguía formaron parte de Irakere a la par de «El Tosco», quién por su parte también participó en Los Van Van. NG La Banda combinó las innovaciones de los grupos que vinieron antes de su creación para inventar una música que no era son, songo ni rumba, ni rock, jazz o funk. Tenía mucho de todos éstos estilos por dentro, pero el componente más poderoso de su concepto era algo totalmente inédito, algo que surgía de las calles y barrios habaneros a fines de los 80".
"NG La Banda fue una de las mayores influencia de las grandes agrupaciones timberas que siguieron sus pasos. La mayoría de los conjuntos de los 90 salieron directamente de sus bases. Issac Delgado y Giraldo Piloto (director de Klímax; compositor de la Charanga Habanera e Issac) fueron miembros claves de la formación original de NG La Banda. Paulito FG cantó coro en algunas de las pistas más antiguas e importantes y Manolín fue sacado a la luz por el propio Tosco".

## Discografía
La discografía de NG la Banda es variada y presenta ramificaciones que tratan de agruparse en 4 periodos principales
- 1988 a 1992 - El periodo temprano

- 1988-No te compliques
- 1990-En la calle
- 1990-No se puede tapar el sol con un dedo
- 1991-En la calle otra vez
- 1991-En cuerpo y el alma
- 1992-Échale Limón (Versión japonesa)

- 1992-1996 - El periodo medio

- 1993-Échale limón (Versión cubana, también salió como Cabaret Panorámico)
- 1993-Para Curaçao
- 1994-La que manda
- 1994-La bruja
- 1995-En directo desde el patio de mi casa...

- 1996 to 2001 - El periodo tardío

- 1996-De allá pa' acá
- 1996-La cachimba
- 1998-Veneno
- 2000-Baila conmigo

- Compilaciones

## Miembros
De esta agrupación formaron parte, José Luis Cortés, director, flautista y voz; Germán Velazco y Carlos Averhoff, saxos; Juan Munguía, Elpidio Chappottín y José Miguel Crego (El Greco), trompetas; Giraldo Piloto, batería; Feliciano Arango, bajo; Rodolfo Argudín (Peruchín), piano; Miguel Ángel D’Armas, teclado; Juan Nogueras (Wikly), tumbadora (conga); Bárbaro Argudín, bongó; Tony Calá e Issac Delgado, cantantes.